# Qinlingosaurus
Qinlingosaurus là một chi khủng long chân thằn lằn ăn cỏ, sống từ Kỷ Phấn trắng muộn ở Châu Á, được Xue Xiangxu, Zhang Yunxiang và Bi Xianwu mô tả khoa học năm 1996.
Loài Qinlingosaurus luonanensis có tên chung xuất phát từ dãy núi Tần Lĩnh của tỉnh Thiểm Tây ở Trung Quốc, nơi những hóa thạch đầu tiên được phục hồi tại Hongtuling. Tên cụ thể đề cập đến xuất xứ gần Luonang.
Mẫu định danh NWUV 1112 được tìm thấy trong một lớp của Hệ tầng Hongtuling hoặc Shanyang, có lẽ có niên đại từ tầng Maastricht. Mẫu bao gồm một xương chậu, đốt háng và ba đốt sống. Xương chậu có chiều dài 77 cm và thon dài với mặt trên lồi. Lưng của nó tương đối dài với đốt háng ngắn.
Theo quan điểm về bằng chứng hóa thạch hạn chế, nó được phân loại là Sauropoda incertae sedis. Nó có thể đại diện cho một thành viên của Neosauropoda. Với phạm vi thời gian đó, nó có thể là một con khủng long khổng lồ.